# Bataille du cap de la Roque
Guerre de Succession d'Espagne
Batailles
Campagnes de Flandre et du Rhin
- Landau (1702)
- Friedlingen (1702)
- Kehl (1703)
- Ekeren (1703)
- Höchstädt (1703)
- Spire (1703)
- Schellenberg (Donauworth) (1704)
- Blenheim (1704)
- Landau (1704)
- Vieux-Brisach (1704)
- Eliksem (1705)
- Ramillies (1706)
- Stollhofen (1707)
- Cap Béveziers (1707)
- Cap Lizard (1707)
- Audenarde (1708)
- Wynendaele (1708)
- Lille (1708)
- Gand (1708)
- Malplaquet (1709)
- Douai (1710)
- Bouchain (1711)
- Denain (1712)
- Bouchain (1712)
- Douai (1712)
- Landau (1713)
- Fribourg (1713)

Campagnes d'Italie
- Carpi (1701)
- Chiari (1701)
- Crémone (1702)
- Luzzara (1702)
- Verceil (1704)
- Cassano (1705)
- Nice (1705-1706)
- Calcinato (1706)
- Turin (1706)
- Castiglione (1706)
- Toulon (1707)
- Gaeta (1707)
- Cesana (1708)
- Syracuse (1710)

Campagnes d'Espagne et de Portugal
- Cadix (1702)
- Vigo (navale 1702)
- Cap de la Roque (1703)
- Gibraltar (août 1704)
- Ceuta (1704) (es)
- Málaga (1704)
- Gibraltar (1704-1705)
- Marbella (1705)
- Montjuïc (1705)
- Barcelone (1705)
- Badajoz (1705)
- Barcelone (1706)
- Murcie (1706) (es)
- El Albujón (1706) (es)
- Santa Cruz de Ténérife (1706) (en)
- Almansa (1707)
- Xàtiva (1707)
- Ciudad Rodrigo (1707) (en)
- Lérida (1707)
- Tortosa (1708)
- Minorque (1708)
- Gudiña (1709)
- Almenar (1710)
- Saragosse (1710)
- Brihuega (1710)
- Villaviciosa (1710)
- Barcelone (1713-1714)

Campagnes de Hongrie
- Saint-Gotthard (1703) (en)
- Biskupice (1704) (en)
- Smolenice (1704) (en)
- Koroncó (1704) (en)
- Zsibó (1705) (en)
- Saint-Gotthard (1705) (en)
- Trenčín (1708) (en)

Antilles et Amérique du sud
- Santa Marta (1702)
- Guadeloupe (1703)
- Nassau (1703)
- Colonia del Sacramento (1704)
- Carthagène (1708)
- Rio (1710)
- Carthagène (1711)
- Rio (1711)
- Cassard (1712)

La bataille du Cap de la Roque est une bataille navale livrée le 22 mai 1703 au large du Cabo da Roca pendant la guerre de Succession d'Espagne, entre une escadre française commandée par le marquis de Coëtlogon et un convoi marchand hollandais, escorté par le capitaine Roemer Vlack (en).
Cette bataille est parfois mentionnée dans la littérature en langue anglaise sous le nom de « Battle of the Bay of Biscay » (en français : bataille du golfe de Gascogne), mais cette appellation est impropre, le Cabo da Roca étant situé au sud du Portugal.

## Contexte
En ce début de guerre, les flottes françaises et espagnoles n'étant pas en mesure d'affronter les flottes anglo-hollandaises en pleine mer, elle se tournent vers la guerre de course. Cette menace pesant sur les convois de navires marchands, les Anglais et les Hollandais sont contraints de faire escorter leurs convois par des navires de guerre.
Le 21 mai 1703, une importante flotte marchande composée de cent dix bâtiments anglais et hollandais transportant principalement du sel, mais également du vin et du sucre, quitte Lisbonne à destination de l'Angleterre et Saint Wal. L'escorte hollandaise est composée de cinq bâtiments : trois vaisseaux de ligne, le Muiderberg (50 canons), le Gaesterland (46) et le Reschermer (?), et les deux frégates Rotterdam (34) et Rozendaal (36), sous les ordres du capitaine Roemer Vlacq, commandant du Muiderberg.
Le lendemain, 22 mai, au large Cabo da Roca (cap de la Roque), le long des côtes portugaises, le convoi rencontre une escadre française commandée par le marquis de Coëtlogon et composée de cinq vaisseaux de ligne de taille supérieure et mieux armés : Le Vainqueur (88), Le Monarque (86 à 94), L'Éole (en) (64), L'Orgueilleux (en) (80) et La Couronne (82).
Vlack, après avoir fait signe aux navires marchands de prendre la fuite, met ses vaisseaux en ligne de bataille pour protéger son convoi. Les Hollandais se battent vaillamment mais ne peuvent rien face à la supériorité de l'escadre française, et doivent amener leur pavillon.
Vlack, à bord du Muiderberg, combat pendant deux heures jusqu'à ce que la moitié de son équipage soit mort ou hors d'état de se battre. Vlack, lui-même, perd un bras et une partie de son épaule, mais ne se rend que lorsque son grand mât est abattu par un boulet français et que son vaisseau est sur le point de sombrer. Les survivants sont évacués sur des vaisseaux français et le Muiderberg est brûlé.

## Récit officiel du combat
Un récit officiel du combat, rédigé peu de temps après les faits, est conservé aux Archives nationales (B 4 Marine 25) :

« Le vingt-deux du mois de May 1703, à cinq heures du matin, nous reconnûmes le cap de la Roque environ à six lieues à l'est quart de nord-est de nous ; deux heures après nous aperçûmes plusieurs navires sur lesquels nous arrivâmes cinq lieues après que le Monarque, qui était allé les reconnaître, nous eut fait le signal qu'il n'y avait que cinq vaisseaux de guerre hollandais qui convoyaient une flotte de près de cent dix voiles, tant flutes que quaiches, pinasses, flibots et autres sortis le jour d'auparavant de Lisbonne et de Saint-Wal où la plupart avaient chargé du sel, quelques-uns du vin et du sucre, à onze heures étant à demye portée de canon des canons qui, après avoir fait signal aux marchands de se sauver, s'étaient mis en ligne.
Monsieur le Marquis de Coëtlogon et M. de Cassard avec le Vainqueur attaquèrent le commandant. Monsieur le Marquis de Chateaurenault et Monsieur de Mons abordèrent chacun le leur, Monsieur le commandeur Dupalais prit le sien et Monsieur le commandeur d'Ally après en avoir fait amener un, acheva de faire rendre le commandant que le Vainqueur avait rudement chauffé pendant un très long temps, mais qu'il n'avait pu suivre, une partie de ses manœuvres ayant été coupées et sa misaine toute déralinguée.
Monsieur d'Ally fit brûler ce vaisseau tout criblé et démâté qui faisait beaucoup d'eau, après en avoir sauvé l'équipage. Monsieur le comte de Waldtsteyn était dedans qui partait de Portugal où il était ambassadeur pour l'Empereur, avec un autre gentilhomme qu'on dit être un envoyé de Monsieur l'Electeur de Mayence, qui passaient par la Hollande pour se rendre dans leur pays.
Il faut dire à la louange des hollandais qu'ils firent un gros feu de canon et de mousqueterie qui dura beaucoup plus qu'on ne devait espérer ; mais la force n'étant pas égale, après environ deux heures de combat, les cinq vaisseaux étant presque tous désemparés furent rendus.
[Pendant cet intervalle, la flotte fit aisément vent arrière par un gros vent de nord-nord-ouest qui nous mit, pour lors, à vingt lieues au nord-nord-ouest du cap Saint Vincent.]
Tous les officiers de l'escadre et les gardes-marine, qui ont fait des merveilles, regrettaient fort de n'avoir pas trouvé une partie plus égale.
Le malheureux sort est tombé sur le pauvre Monsieur de Vaurouy, brave homme fort aimé, qui fut tué aux deux tiers du combat d'un coup de canon entre les deux épaules, alors qu'il se préparait à l'avant du Vainqueur, à sauter à bord du commandant hollandais qui faisait bonne contenance, que le gros temps heureusement ne nous permit pas d'aborder, car nous aurions encore augmenté notre mal.
Monsieur de Mons commandant l'Eole a été blessé d'un éclat à une jambe, Monsieur le chevalier de Coudré, lieutenant de vaisseau, capitaine de compagnie et Monsieur de Flassy enseigne de vaisseau et lieutenant de compagnie, armés tous deux dans le Monarque ont été aussi blessés aux jambes par des éclats.
Monsieur des Catelets, sous-brigadier armé dans l'Eole, qui sert dans la compagnie des gardes-marine depuis douze ou treize ans, a reçu un dangereux coup de mousquet dans la main en sautant à l'abordage. Monsieur du Héloy, garde-marine depuis onze ans, armé dans le même vaisseau, a eu une jambe emportée d'un coup de canon. Monsieur du Héloy du Breuil son frère, garde-marine de cette année, a reçu une blessure dangereuse dans les reins, d'un coup de mousquet, en sautant à l'abordage.
La mer étant fort grosse, et ne voyant que de très loin les traîneurs de la flotte, nous n'eûmes pas trop du reste de la journée pour amariner nos prises et il fallut faire plusieurs voyages de chaloupes pour en transporter les équipages. »

## Résultat
La bataille dure deux heures et prend fin avec la reddition des navires néerlandais.
| Vaisseau      | Canons | Capitaine   | Hommes | Parti de           | Prise                  |
| ------------- | ------ | ----------- | ------ | ------------------ | ---------------------- |
| Le Muydenberg | 50     | Romio Vlaq  | 220    | Lisbonne           | Pris par Le Monarque   |
| Le Roosendaël | 32     | André Borel | 143    | Lisbonne           | Abordé par L’Éole      |
| Le Rotterdam  | 46     | Fornam      | 180    | Parti de Saint-Wal | Pris par L’Orgueilleux |
| Le Rescherner | 48     | Teenos      | 200    | Parti de Saint-Wal | Pris par La Couronne   |
| LeGasterlaudt | 46     | De Widt     | 190    | Parti de Saint-Wal | Pris par Le Vainqueur  |

Cependant, si la victoire militaire est incontestablement française, le capitaine Vlacq a rempli sa mission en permettant au convoi de passer en Angleterre et sa défaite n'a qu'un impact limité sur le commerce des pays coalisés.
Vlacq, ses hommes et quatre vaisseaux sont ramenés à Toulon, où le capitaine hollandais meurt de ses blessures le 17 juillet 1703.

## Sources
- Jean-Jacques Michaud, le Coucher du Soleil, revue Navires et Histoire, numéro 39, décembre-janvier 2007

- (en) Cet article est partiellement ou en totalité issu de l’article de Wikipédia en anglais intitulé « Battle of Cap de la Roque » (voir la liste des auteurs).
- Jean Meyer et Martine Acerra, Histoire de la marine française : des origines à nos jours, Rennes, Ouest-France, 1994, 427 p. [détail de l’édition] (ISBN 2-7373-1129-2, BNF 35734655)
- Michel Vergé-Franceschi (dir.), Dictionnaire d'Histoire maritime, éditions Robert Laffont, coll. « Bouquins », 2002
- Guy Le Moing, Les 600 plus grandes batailles navales de l'Histoire, Rennes, Marines Éditions, mai 2011, 620 p. (ISBN 978-2-357-43077-8)